# Liste der irischen Feuerschiffspositionen
In der Liste der irischen Feuerschiffspositionen sind die Stationen der ehemaligen bemannten irischen Feuerschiffe mit ihrer geographischen Position verzeichnet. Dazugehörig sind chronologisch, soweit bekannt, die eingesetzten jeweiligen Feuerschiffe aufgelistet.
Geografisch sind die Feuerschiff-Stationen entlang der irischen Küste von Norden (North Channel), nach Osten (Irische See), nach Süden (Nordatlantik, Keltische See) aufgeführt.

## Geschichte
Mit der Entwicklung der Seeschifffahrt, besonders der Frachtsegler und dem enormen zahlenmäßigen Anstieg der Dampfschiffe, ging auch die navigatorische Sicherstellung durch den Bau von Leuchttürmen in Irland im 18. und 19, Jahrhundert einher. Aufgrund der örtlichen Bedingungen der Meerengen von Straits of Moyle (North Channel) zwischen Nordirland und Schottland und der Irischen See und St.-Georgs-Kanal sowie deren Schifffahrtsrouten vom Nordatlantik und der Nordsee zu den klassischen Anlandehäfen wurde auch der Einsatz schwimmender bemannter und mit einem Leuchtfeuer ausgestatteter Schiffe erforderlich. Feuerschiffe sind beleuchtete Navigationshilfen, die in tiefem Wasser oder an gefährlichen Stellen verankert wurden. Sie sind an ihrer markanten Form, dem meist roten Rumpf mit dem charakteristischen weißen Kreuz (nach der dänischen Fahne) an den Seiten mit dem Namen in schwarzen Buchstaben und der mittschiffs erhöhten Laterne zu erkennen.
Es waren mehr als 10 Feuerschiff-Stationen mit weit mehr Feuerschiffen in einem Zeitraum von über 100 Jahren irischer Seefahrtsgeschichte im Einsatz. Nur wenige Feuerschiffe, mittlerweile über 100-jährig, sind heute noch als Segel-, Museum- oder Restaurant-Schiff als Zeitzeuge erhalten geblieben und sind wichtige Kulturdenkmale der irischen maritimen Geschichte. Sogar ist mit dem Abbild des Daunt Island Lightship und Mary Stanford Lifeboat anlässlich des 150. Jahrestages der Royal National Lifeboat Institution (R.N.L.I.) auf einer Briefmarke der Irischen Post (Department of Posts & Telegraphs) von 1974 herausgegeben worden.
Dublins Hafeneinfahrt hatte von 1735 ein schwimmendes Leuchtfeuer, bekannt als Floating Light oder Palmer's Light wurde es nach James Palmer dem Betreiber benannt. Das Schiff mit dem Leuchtfeuer war bis 1768 an der Mündung des Flusses Liffey in der Nähe des heutigen Poolbeg-Leuchtturms im Einsatz. In der Neuzeit wird es üblicherweise als „Dublin Lightship“ bezeichnet (der Begriff  Feuerschiff wurde erst Mitte des 19. Jahrhunderts geprägt). Das Schiff verfügte über zwei Laternen, die auf beiden Seiten einer quadratischen Rahe am Mast angebracht waren und nachts von Halbflut bis Halbebbe beleuchtet wurden. Tagsüber wurde eine Flagge von halber Flut bis halber Ebbe gehisst. In der Nähe waren rote und schwarze Hilfsbojen, sogenannte Wasserzeichen, vertäut.
Die Irische Schifffahrtsbehörde Commissioners of Irish Lights  (CIL), gegründet 1867, ist bis heute in der Verantwortung für die maritime Tradition aller Feuerschiffe, die zuvor in Irland stationiert waren. Traditionell wurden die meisten irischen Leuchtfeuerschiffe mit Seevogelnamen bezeichnet, die auch nach dem Dienstende an die neuen Schiffe weitergegeben wurden.
Die Granuaile ist das Mehrzweckschiff der Commissioners of Irish Lights. Granuaile ist ein Traditionsname für Schiffe der irischen Leuchtturmbehörde und er stammt von der Piratin Grace O’Malley. Gleichnamige Schiffe waren von 1948 bis 1970 und von 1970 bis 2000 neben weiteren für die Commissioners of Irish Lights im Dienst. Das Präfix des Schiffsnamens ist ILV und steht für Irish Light Vessel (deutsch Irisches Leuchtfeuerschiff).

## Irische Feuerschiff-Stationen und ihre Schiffe
Headquarters CIL, 1867 gegründet und grenzüberschreitend tätig von Dún Laoghaire – LV No.14 COMET (1899–1905), LV No.30 GUILLEMOT (1922–1939), LV No.31 ALBATROSS (1925–1970), LV No.37 CORMORANT (1964–1983).
Nordirland
- 1886–1967 Skulmartin – Glocken-Boot (1877–1886). LV No.8 PETREL (1886–1920),[5] LV No.29 PETREL (1962–1965), 1967 Ersetzt durch HFP-Bojenstation.

- 1877–1982 South Rock – Ersatz für den alten Leuchtturm Kilwarlin von 1797. (NTI-026)[6] LV No.18 CORMORANT (1878–1902),[7][8] LV No.8 PETREL (18??–1920),[9] LV No.23 KITTIWAKE (1898–1956),[10] LV No.29 PETREL (1940–1945), LV No.33 OSPREY (1955–19??) und LV No.35 KITTIWAKE (1959–1981, 2005),[11] LV No.36 SKUA (1960–19??)[12] 1982 Automatisiert und umgebaut in ein Automated Light-Float (ALF), Besatzung abgezogen. LV No.32 GANNET (2007–2009). 2009 Ersetzt durch Super-Buoy mit Racon- und AIS-Transponder.

Irland
- 1735–1768 Dublin – LV No. 1 (1735–1768), ersetzt durch Leuchtturm Poolbeg. (IRE-057)[6]

- 1811–1965 Kish – LV KISH BANK (1855, Mate Alexander Crighton),[13] LV No.2 RICHMOND (1811–1826), LV No.17 ALBATROSS (1875–1902),[14][15] LV No.18 CORMORANT (1902–1942),[16] LV No.29 PETREL (1934–1939), LV No.32 GANNET (1954–1965).[17] Ersetzt durch Leuchtturm Kish Bank, (IRE-048)[6].

- 1867–1976 Kodling – LV (1867–1976). Ersetzt durch LANBY (Large Automatic Navigation BuoY).

- 1865–1867 Wicklow Swash – Aufgelöst

- 1867–1920 North Arklow – LV (1867–1920).[18] Ersetzt durch Bojenstation.

- 1825–1976 South Arklow – LV ARKLOW BANK (1857, Mate William Bradden), – LV No.14 COMET (1867–1899), LV No.13 GANNET (1899–1928?), LV No.16 OSPRAY (1905–1915), LV No.22 GUILLEMOT (18??–1917),[19] LV (19??–1976). Ersetzt durch LANBY.

- 1857–1968 Blackwater – LV (1857–1966). LV No.29 PETREL (1966–1968).[20] Ersetzt durch Bojenstation.

- 1868–1939 Lucifer – LV (1868–1939).[21] LV No.12 RELIEF (1868–1925).[22] Eingestellt.

- 1880–1941 Barrels – LV (1880–1941).[23] LV No.16 OSPREY (1880–1904). 1960–1970 Re-Aktiviert, danach Eingestellt und ersetzt durch Bojenstation.

- 1824–1982 Coningbeg – LV No.3 SEAGULL (1824–1854), LV No.13 GANNET (1865–18??), LV No.29 PETREL (1931–1933, 1951–1960),[24] 1982 Automatisiert, Besatzung abgezogen. LV No.36 SKUA (1960–2001), LV No.32 GANNET (2001–2007).[25] 2007 durch Super-Buoy mit Racon- und AIS-Transponder. ersetzt.

- 1874–1974 Daunt – Glocken-Boot (1865–1874). LV No.13 GANNET (18??–1884), LV No.20 PUFFIN (1887–1896),[26][27][28] LV No.26 COMET (1904–1936), LV No.27 PENGUIN (1910–1966),[29] LV No.33 OSPREY (19??–1974).[30] Ersetzt durch Bojenstation.

## Lage der Stationen Irischer Feuerschiffe
| Stationsname                                              | Auslegung                                        | Aufhebung                        | Bereich                             | Stationsposition                 | Bemerkungen                              |                                  |                                  |                                  |                                  |                                  |                                  |                                  |
| North Channel Nordirland Belfast                          | North Channel Nordirland Belfast                 | North Channel Nordirland Belfast | North Channel Nordirland Belfast    | North Channel Nordirland Belfast | North Channel Nordirland Belfast         | North Channel Nordirland Belfast | North Channel Nordirland Belfast | North Channel Nordirland Belfast | North Channel Nordirland Belfast | North Channel Nordirland Belfast | North Channel Nordirland Belfast | North Channel Nordirland Belfast |
| --------------------------------------------------------- | ------------------------------------------------ | -------------------------------- | ----------------------------------- | -------------------------------- | ---------------------------------------- | -------------------------------- | -------------------------------- | -------------------------------- | -------------------------------- | -------------------------------- | -------------------------------- | -------------------------------- |
| Station Skulmartin                                        | Archiv-Bild, um 1900                             |                                  | Skulmartin Rock E-lich Ballywalter, | 54° 32′ 0″ N, 5° 27′ 0″ W        | Station: besetzt 1886–1967               |                                  |                                  |                                  |                                  |                                  |                                  |                                  |
| LV No. 8 SKULMARTIN                                       | 1886                                             | 1920                             |                                     |                                  | LV PETREL                                |                                  |                                  |                                  |                                  |                                  |                                  |                                  |
| LV No. 29 SKULMARTIN                                      | 1962                                             | 1965                             |                                     | NTI-020                          | siehe Station: Coningbeg                 |                                  |                                  |                                  |                                  |                                  |                                  |                                  |
| Station South Rock                                        | LV KITTIWAKE, 2009                               |                                  | South Rock E-lich Portavogie        | 54° 25′ 0″ N, 5° 22′ 0″ W        | Station: besetzt 1877–1982               |                                  |                                  |                                  |                                  |                                  |                                  |                                  |
| LV No. 18 SOUTH ROCK                                      | 1878                                             | 1902                             |                                     |                                  | LV CORMORANT                             |                                  |                                  |                                  |                                  |                                  |                                  |                                  |
| LV No. 23 SOUTH ROCK                                      | 1898                                             | 1956                             |                                     |                                  | LV KITTIWAKE                             |                                  |                                  |                                  |                                  |                                  |                                  |                                  |
| LV No. 29 SOUTH ROCK                                      | 1940                                             | 1945                             |                                     |                                  | siehe Station: Coningbeg                 |                                  |                                  |                                  |                                  |                                  |                                  |                                  |
| LV No. 33 SOUTH ROCK                                      | 1955                                             | 19??                             |                                     | FRA-822                          | LV OSPREY                                |                                  |                                  |                                  |                                  |                                  |                                  |                                  |
| LV No. 35 SOUTH ROCK                                      | 1959                                             | 19??                             |                                     | NTI-027                          | LV KITTIWAKE                             |                                  |                                  |                                  |                                  |                                  |                                  |                                  |
| LV No. 36 SOUTH ROCK                                      | 1960                                             | 19??                             |                                     | IRE-122                          | LV SKUA                                  |                                  |                                  |                                  |                                  |                                  |                                  |                                  |
| LV No. 32 SOUTH ROCK                                      | 2007                                             | 2009                             |                                     |                                  | siehe Station: Kish                      |                                  |                                  |                                  |                                  |                                  |                                  |                                  |
| Irische See St.-Georgs-Kanal Irland Dublin County Wicklow |                                                  |                                  |                                     |                                  |                                          |                                  |                                  |                                  |                                  |                                  |                                  |                                  |
| Station Dublin                                            |                                                  |                                  | Mündung Liffey                      | 53° 20′ 31″ N, 6° 9′ 4″ W        | Station: besetzt 1735–1768               |                                  |                                  |                                  |                                  |                                  |                                  |                                  |
| LV No. 1 DUBLIN                                           | 1735                                             | 1768                             |                                     |                                  | LV PALMER'S LIGHT                        |                                  |                                  |                                  |                                  |                                  |                                  |                                  |
| Headquarters Dún Laoghaire                                |                                                  |                                  | Dublin Bay                          | 53° 17′ 52″ N, 6° 8′ 24″ W       | Headquarters: besetzt 1768-heute         |                                  |                                  |                                  |                                  |                                  |                                  |                                  |
| LV No. 14 COMET                                           | 1899                                             | 1905                             |                                     |                                  | siehe Station: South Arklow              |                                  |                                  |                                  |                                  |                                  |                                  |                                  |
| LV No. 30 GUILLEMOT                                       | 1923                                             | 1968                             |                                     | IRE-114                          | LV GUILLEMOT                             |                                  |                                  |                                  |                                  |                                  |                                  |                                  |
| LV No. 31 ALBATROSS                                       | 19??                                             | 1970                             |                                     |                                  | LV ALBATROSS                             |                                  |                                  |                                  |                                  |                                  |                                  |                                  |
| LV No. 37 CORMORANT                                       | 1964                                             | 1983                             |                                     |                                  | LV CORMORANT                             |                                  |                                  |                                  |                                  |                                  |                                  |                                  |
| Station Kish                                              | ex.LV SOUTH ROCK, 2015                           |                                  | Kish Bank, Ansteuerung Dublin       | 53° 16′ 7″ N, 5° 51′ 40″ W       | Station: besetzt 1811–1965               |                                  |                                  |                                  |                                  |                                  |                                  |                                  |
| LV No. 2 KISH                                             | 1811                                             | 1826                             |                                     |                                  | LV RICHMOND                              |                                  |                                  |                                  |                                  |                                  |                                  |                                  |
| LV No. 17 KISH                                            | 1875                                             | 1902                             |                                     |                                  | LV ALBATROSS                             |                                  |                                  |                                  |                                  |                                  |                                  |                                  |
| LV No. 18 KISH                                            | 1902                                             | 1942                             |                                     |                                  | siehe Station: South Rock                |                                  |                                  |                                  |                                  |                                  |                                  |                                  |
| LV No. 29 KISH                                            | 1934                                             | 1939                             |                                     |                                  | siehe Station: Coningbeg                 |                                  |                                  |                                  |                                  |                                  |                                  |                                  |
| LV No. 32 KISH                                            | 1954                                             | 1965                             |                                     | IRE-129                          | LV GANNET                                |                                  |                                  |                                  |                                  |                                  |                                  |                                  |
| Station Kodling                                           |                                                  |                                  | E-lich Newcastle                    | 53° 4′ 3″ N, 5° 48′ 0″ W         | Station: besetzt 1867–1976               |                                  |                                  |                                  |                                  |                                  |                                  |                                  |
| Station Wicklow Swash                                     |                                                  |                                  | E-lich Wicklow                      | 52° 57′ 37″ N, 5° 45′ 44″ W      | Station: besetzt 1865–1867               |                                  |                                  |                                  |                                  |                                  |                                  |                                  |
| Station North Arklow                                      | Archiv-Bild um 1900                              |                                  | SE-lich Arklow                      | 52° 46′ 46″ N, 5° 55′ 48″ W      | Station: besetzt 1867–1920               |                                  |                                  |                                  |                                  |                                  |                                  |                                  |
| Station South Arklow                                      | Archiv-Bild, März 1905                           |                                  | E-lich Courtown                     | 52° 40′ 16″ N, 5° 57′ 33″ W      | Station: besetzt 1825–1976               |                                  |                                  |                                  |                                  |                                  |                                  |                                  |
| LV No. 14 SOUTH ARKLOW                                    | 1867                                             | 1899                             |                                     |                                  | LV COMET                                 |                                  |                                  |                                  |                                  |                                  |                                  |                                  |
| LV No. 13 SOUTH ARKLOW                                    | 1899                                             | 1928?                            |                                     |                                  | siehe Station: Coningbeg                 |                                  |                                  |                                  |                                  |                                  |                                  |                                  |
| LV No. 16 SOUTH ARKLOW                                    | 1905                                             | 1915                             |                                     |                                  | siehe Station: Barrels                   |                                  |                                  |                                  |                                  |                                  |                                  |                                  |
| LV No. 22 SOUTH ARKLOW                                    | 18??                                             | 1917                             |                                     |                                  | LV GUILLEMOT                             |                                  |                                  |                                  |                                  |                                  |                                  |                                  |
| LV No. 29 SOUTH ARKLOW                                    | 1947                                             | 1950                             |                                     |                                  | siehe Station: Coningbeg                 |                                  |                                  |                                  |                                  |                                  |                                  |                                  |
| Station Blackwater                                        | Blackwater Lightship, ca. 1890–1909              |                                  | E-lich Blackwater                   | 52° 19′ 37″ N, 6° 21′ 20″ W      | Station: besetzt 1857–1968               |                                  |                                  |                                  |                                  |                                  |                                  |                                  |
| LV No. 36 BLACKWATER                                      | 1951                                             | 1960                             |                                     |                                  | siehe Station: South Rock                |                                  |                                  |                                  |                                  |                                  |                                  |                                  |
| LV No. 29 BLACKWATER                                      | 1966                                             | 1968                             |                                     |                                  | siehe Station: Coningbeg                 |                                  |                                  |                                  |                                  |                                  |                                  |                                  |
| Station Lucifer                                           | Archiv-Bild um 1900                              |                                  | Lucifer Shoals, E-lich Rosslare     | 52° 22′ 8″ N, 6° 12′ 20″ W       | Station: besetzt 1868–1939               |                                  |                                  |                                  |                                  |                                  |                                  |                                  |
| LV No. 12 LUCIFER                                         | 1868                                             | 1925                             |                                     |                                  | LV RELIEF                                |                                  |                                  |                                  |                                  |                                  |                                  |                                  |
| Station Barrels                                           | Archiv-Bild um 1900                              |                                  | Barrelsrock, S-lich Carnsore Point  | 52° 8′ 14″ N, 6° 21′ 39″ W       | Station: besetzt 1880–1941 und 1960–1970 |                                  |                                  |                                  |                                  |                                  |                                  |                                  |
| LV No. 16 BARRELS                                         | 1880                                             | 1904                             |                                     |                                  | LV OSPREY                                |                                  |                                  |                                  |                                  |                                  |                                  |                                  |
| Keltische See Nordatlantik County Wexford County Cork     |                                                  |                                  |                                     |                                  |                                          |                                  |                                  |                                  |                                  |                                  |                                  |                                  |
| Station Coningbeg                                         | Lightship PETREL, Ballydorn 2008                 |                                  | S-lich Coningbeg Rock               | 52° 6′ 54″ N, 6° 35′ 26″ W       | Station: besetzt 1824–1982               |                                  |                                  |                                  |                                  |                                  |                                  |                                  |
| LV No. 3 CONINGBAG                                        | 1824                                             | 1854                             |                                     |                                  | LV SEAGULL                               |                                  |                                  |                                  |                                  |                                  |                                  |                                  |
| LV No. 13 CONINGBAG                                       | 1867                                             | 1915                             |                                     |                                  | LV GANNET                                |                                  |                                  |                                  |                                  |                                  |                                  |                                  |
| LV No. 29 CONINGBAG                                       | 1931                                             | 1934                             |                                     | NTI-010                          | LV PETREL                                |                                  |                                  |                                  |                                  |                                  |                                  |                                  |
| LV No. 29 CONINGBAG                                       | 1951                                             | 1960                             |                                     |                                  |                                          |                                  |                                  |                                  |                                  |                                  |                                  |                                  |
| LV No. 36 CONINGBAG                                       | 19??                                             | 1981                             |                                     |                                  | siehe Station: South Rock                |                                  |                                  |                                  |                                  |                                  |                                  |                                  |
| LV No. 32 CONINGBAG                                       | 2001                                             | 2007                             |                                     |                                  | siehe Station: South Rock                |                                  |                                  |                                  |                                  |                                  |                                  |                                  |
| Station Daunt                                             | Lightship Daunt and LB Mary Stanford, in Öl 1936 |                                  | Daunt' Rock, Ansteuerung Cork       | 51° 33′ 42″ N, 8° 12′ 34″ W      | Station: besetzt 1874–1974               |                                  |                                  |                                  |                                  |                                  |                                  |                                  |
| LV No. 13 DAUNT                                           | 18??                                             | 1884                             |                                     |                                  | siehe Station: Coningbag                 |                                  |                                  |                                  |                                  |                                  |                                  |                                  |
| LV No. 20 DAUNT                                           | 1886                                             | 1896                             |                                     |                                  | LV PUFFIN                                |                                  |                                  |                                  |                                  |                                  |                                  |                                  |
| LV No. 26 DAUNT                                           | 1904                                             | 1936                             |                                     |                                  | LV COMET                                 |                                  |                                  |                                  |                                  |                                  |                                  |                                  |
| LV No. 27 DAUNT                                           | 1910                                             | 19??                             |                                     |                                  | LV PENGUIN                               |                                  |                                  |                                  |                                  |                                  |                                  |                                  |
| LV No. 33 DAUNT                                           | 19??                                             | 1974                             |                                     | FRA-822                          | siehe Station: South Rock                |                                  |                                  |                                  |                                  |                                  |                                  |                                  |

Anmerkungen zu den Schiffen
1. ↑  Das erste Feuerschiff PETREL (Sturmvogel) wurde 1853/54/78 bei  „Money-Wigram“ in London als Holzschiff aus Eiche mit Länge 82 ft, Breite 21 ft, Tiefgang 11 ft gebaut. Die Kosten betrugen £3.800 und auf Station entsandt. 1920 an A. Galsworthy in Appledore verkauft.
2. ↑  Das erste Feuerschiff CORMORANT (Kormoran) wurde 1876/78 bei  „Victoria Shipbuilding Co.“ in Passage West, Cork mit Länge 91 ft, Breite 21 ft, Tiefgang 11 ft gebaut. Die Kosten betrugen £7.500. Auf verschiedene Stationen entsandt. Seit 1902 auf Station Kish. 1942 an Belfast Harbour Commissioners verkauft. Umbenannt in LADY DIXON und als Lotsenboot eingesetzt. Ab 1959 mehrfach verkauft und nach Hoo Marina, nahe Rochester, Kent. Bis 2016 erfolgten umfangreiche Restaurierungen, die wünschenswert weitergeführt werden sollten.
3. ↑  Das erste Feuerschiff KITTIWAKE (Dreizehenmöwe) wurde 1897/98 bei  „Allsup & Sons“ in Preston mit Länge 29,2 m (96 ft), Breite 24 ft, Tiefgang 12 ft als Stahlschiff gebaut. Die Kosten betrugen £ 7.900. Auf verschiedenen Stationen bis 1956 und verkauft an „Hendron Brothers“ in Dublin zur Verschrottung.
4. ↑  Das Feuerschiff OSPREY (Fischadler) wurde 1953/55 von der britischen Werft Philip and Son in Dartmouth mit der Baunummer 1269 unter dem Namen Osprey mit 134 ft Länge, 25 ft Breit und 15 ft Tiefgang, Verdrängung 345 t als Stahlschiff gebaut. Die Kosten betrugen £98.100 und 1955 in Betrieb genommen. Es diente bis 1974 als Feuerschiff vor der irischen Küste, zuletzt auf der Station Daunt. 1975 erfolgte die Außerdienststellung und der Verkauf an die Ross Harbour Commissioners als schwimmende Tank- und Lotsenstation. 1998 weiterverkauft nach Paris, hat an der Seine als Restaurantschiff Le Batofar im 13. Arrondissement festgemacht.
5. ↑  Das Feuerschiff KITTIWAKE (Dreizehenmöwe) wurde 1957/58 von der britischen Werft  „Philip and Son“ in Dartmouth mit der Baunummer 1302 mit 134 ft Länge, 25 ft Breit und 15 ft Tiefgang, Verdrängung 345 t als Stahlschiff gebaut und 1959 in Betrieb genommen. Die Kosten betrugen £124.128. Es diente von 1959 bis 2005 als Feuerschiff vor der irischen Küste auf der Station South Rock, bis 2007 in Dún Laoghaire als Reserve-AFL vor Anker dann außer Dienst gestellt und 2009 zum Verkauf an Privat. 2022 nach Rechtsstreit im Besitz der Dublin Port Company (DPC) und im Alexandra Basin in Dublin fest.
6. ↑  Das Feuerschiff SKUA wurde 1957/60 von der britischen Werft  „Philip and Son“ in Dartmouth mit der Baunummer 1303 mit 116,5 ft Länge, 25 ft Breit und 15 ft Tiefgang, Verdrängung 345 t als Stahlschiff gebaut und hatte einen sechseckigen Skelett-Lichtturm mit Laterne und Galerie mittschiffs. Die Kosten betrugen £124.128. 1981/82 wurde das Schiff zu einem ALF (Automatic Light Float) umgerüstet. Es diente abwechselnd auf den Stationen South Rock und Coningbeg, lag aber in späteren Jahren  bis 2004 in Dún Laoghaire als Reserve-Lichtfloat der CIL vor Anker. Im Dezember 2004 wurde das Feuerschiff außer Dienst gestellt und zum Verkauf angeboten. Es wurde 2005 von Arklow Shipping gekauft und bereits 2007 weiterverkauft. Leider wurde das Feuerschiff im Oktober 2012 verschrottet. Der Laternenmast wurde entfernt und restauriert und ist in einem Kreisverkehr der Schnellstraße M11 an der Anschlussstelle 20 auf der Nordseite von Arklow aufgestellt.
7. ↑  Als erstes irisches Feuerschiff PALMER'S LIGHT wurde 1735  ein Schiff mit  zwei Laternen stationiert, die auf beiden Seiten einer quadratischen Rahe am Mast angebracht waren. Es war bis 1768 an der Mündung des Flusses Liffey in die Bucht von Dublin stationiert und wurde durch den Leuchtturm Poolbeg ersetzt.
8. ↑  Das Feuerschiff GUILLEMOT (Trottellumme) wurde 1921/22 durch „Cran & Somerville“ in Leith, Schottland mit 102 ft Länge, 24 ft Breit und 12.5 ft Tiefgang als Stahlschiff gebaut und auf allen irischen Feuerschiff-Station eingesetzt. 1968 wurde es außer Dienst gestellt und an das Wexford Maritime Committee verkauft. 1974 wurde es als Museumsschiff in Wexford eröffnet. Letztlich wurde es 1990 nach einem schweren Sturm in Kilmore Quay am Hafen in ein Betonbett aufgelegt. Vandalismus und Gewährleistung der Sicherheit wurden als Gründe angeführt, warum sich der Unterhalt und die Instandhaltung des Schiffes durch die örtlichen Behörden als unhaltbar erwies. 2011 wurde das Schiff verschrottet.
9. ↑  Das Feuerschiff ALBATROSS wurde 1924/25 durch „H. Robb Ltd.“ in Leith, Schottland mit 102 ft Länge, 24 ft Breit und 13.25 ft Tiefgang als Stahlschiff gebaut. Die Baukosten betrugen £15.650. Es diente von 1925 bis 1970 als Feuerschiff vor der irischen Küste auf verschiedenen Stationen. 1970 wurde es außer Dienst gestellt und Verkauf an die Scout Association of Ireland. Nutzung als Trainingsschiff für Sea Cadets in Dún Laoghaire Harbour. 1999 wurde die irische Art-Künstlerin Dorothy Cross für ihre öffentliche Installation Ghost Ship bekannt, in der das stillgelegte Feuerschiff ALBATROSS in der Scotman's Bay vor dem Hafen von Dún Laoghaire in Dublin mit leuchtender Farbe abends beleuchtet wurde. Diese Installation wurde 2013 mit einer irischen Briefmarke im Wert von 60 ct gewürdigt. 2000 erfolgte ein weiterer Verkauf an James Tyrrell nach Arklow. Dort verblieb der Turm mit der Laterne, der Schiffskörper wurde nach Medway, Themse verbracht und zum Verkauf für £70.000 angeboten.
10. ↑  Das Feuerschiff CORMORANT (Kormoran) wurde 1963 von der britischen Werft  „Charles Hill“ in Bristol mit 13 ft Länge, 26.5 ft Breit und 19.5 ft Tiefgang, als Stahlschiff gebaut und 1964 in Betrieb genommen. Die Kosten betrugen £145.750. Es diente von 1964 bis 1983 als Feuerschiff vor der irischen Küste auf verschiedenen Stationen. 1983 Verkauf an Trinity House und Einsatz unter LV No. 24 bis 1995 auf Station Dowsing, bis 2000 auf Station Channel und zuletzt auf Station East Goodwin bis 2003. 2007 vor Anker im Hafen von Harwich.
11. ↑  Das Feuerschiff RICHMOND wurde 1806 als Holzschiff aus Eiche, die Decks mit Eiche, Teak und Ulme als holländische Galliot VRONIA GESINA gebaut und 1811 zum Feuerschiff umgebaut und umbenannt auf  Station Kish eingesetzt. Im Oktober 1826 beim Einholen von der Station stark beschädigt und im Folgejahr 1827 abgebrochen.
12. ↑  Das erste Feuerschiff ALBATROSS wurde 1874/75 bei „Fletcher & Farnall, Midwall“ in London mit Länge 91 ft, Breite 21 ft, Tiefgang 10 ft als Holzschiff gebaut. Die Kosten betrugen £5.650. Auf Station Kish eingesetzt. Im September 1902 durch das RMS LEINSTER gerammt und gesunken. Konnte gehoben und ins Dock verbracht werden. Im Folgejahr 1903 wurde es an S. Jack nach Glasgow verkauft.
13. ↑  Das Feuerschiff GANNET (Tölpel) wurde 1953/54 im Auftrag der irischen Seefahrtsbehörde CIL von der britischen Werft „Philip and Son“ in Dartmouth als Stahlschiff erbaut. Es hat eine Länge von 119 ft, eine Breite von 25 ft, einen Tiefgang von 15 ft und die Baukosten betrugen £95,200. Auf Station Kish als letztes irisches Feuerschiff eingesetzt. 1980/81 wurde das Feuerschiff modernisiert und umgerüstet in ein ALF (automatic light float) wurde seit 1982 unbemannt auf Station betrieben. Zuletzt von 2007 bis 2009 auf Station South Rock verlegt. Danach wurde es in die Zentrale nach Dublin verholt und 2010 zum Verkauf nach England verbracht, bis es 2019 von Chatham nach Basel in die Schweiz verkauft wurde. Seit 2020 wurde das Schiff im Holzpark Klybeck aufgelegt und umgebaut zum Kulturdampfer und vom Betreiberverein als Club- und Restaurantschiff genutzt.
14. ↑  Das erste Feuerschiff COMET wurde 1866/67 bei  „Dudgeon & Sons“ in London mit Länge 91 ft, Breite 21 ft, Tiefgang 10 ft als Eisenschiff gebaut. Die Kosten betrugen £5.750. Auf Station bis 1899, danach nach Dún Laoghaire verholt. 1905 verkauft an T.W. Ward zur Verschrottung.
15. ↑  Das erste Feuerschiff GUILLEMOT (Trottellumme) wurde 1893/94 bei  „Allsup & Sons“ in Preston mit Länge 29,2 m (96 ft), Breite 23ft, Tiefgang 12 ft als Stahlschiff gebaut. Die Kosten betrugen £7.900. Auf Station bis 1917 und versenkt durch deutsches U-Boot UC-65. Die gesamte Besatzung durfte an Land.
16. ↑  Das Feuerschiff RELIEF wurde 1862/63 durch „Charles Hill“ in Bristol als Holzschiff aus Eiche, Planken aus Teak und Ulme, mit 91 ft Länge, 21 ft Breit und 10 ft Tiefgang gebaut. Die Baukosten betrugen £4.189. 1868 wurde es auf Feuerschiff-Station Lucifer eingesetzt. 1925 verkauft an J.H. Hinks.
17. ↑  Das erste Feuerschiff OSPREY (Seeadler) wurde 1867/68 durch „Walpole, Webb & Bewley“ in Dublin als Holzschiff mit 96 ft Länge, 21 ft Breit und 10 ft Tiefgang gebaut.  Die Baukosten betrugen £5.125. Die ersten Einsatzjahre sind unklar. Um 1880 auf Feuerschiff-Station eingesetzt. 1915 verkauft nach Galsworthy, Appledore.
18. ↑  Das erste Feuerschiff SEAGULL (Möve) wurde 1823/24 durch „W. Roberts“ in Milford Haven als Holzschiff aus Eiche mit 67 ft Länge, 20 ft Breit und 9.5 ft Tiefgang mit Planken aus Teak und Ulme gebaut. Die Baukosten betrugen £1.659. Es war das erste Leuchtfeuerschiff, das für den Zweck der Kennzeichnung der Coningbeg Rocks gebaut wurde. Es wurde bis 1854 auf der Station verwendet und wurde außer Dienst gestellt durch Verkauf in einer Auktion im Mai 1864.
19. ↑  Das erste Feuerschiff GANNET (Tölpel) wurde 1864/65 durch „Charles Hill“ in Bristol als Holzschiff aus Eiche mit 91 ft Länge, 21 ft Breit und 10 ft Tiefgang gebaut. Die Baukosten betrugen £4.991. Im Frühjahr 1884 im Einsatz auf der Feuerschiff-Station Daunt wurde es durch die LARGO BAY gerammt. Es konnte repariert werden und wurde weiterhin eingesetzt. 1928 wurde es verkauft an T.W. Ward und verschrottet.
20. ↑  Das Feuerschiff PETREL (Sturmvogel) wurde 1913/15 auf der „Dublin Dockyards Company“ in Dublin aus Eisen mit Stahlspanten mit 102 ft Länge, 24 ft Breit und 13.25 ft Tiefgang gebaut. Es hatte mittschiffs einen Stahlmast mit einer festen Laterne, der Besanmast diente zum Führen der Taglicht-Zeichen. Die Baukosten betrugen £10.310. Über die Kriegszeit bis Anfang der 30er Jahre sind keine zuverlässigen Einsatzdaten bekannt. In den Folgejahren war es auf fast allen irischen Stationen der Ostküste im Einsatz. Die letzte Station war Blackwater mit dem Ende 1968 wo es durch eine Leuchttonne ersetzt wurde. Nach der Decommissionierung in Dún Laoghaire stand sie zum Verkauf und gelangte so an den Segelverein Down Cruising Club als schwimmendes Vereinsheim im Strangford Lough nach Ballydorn.
21. ↑  Das Feuerschiff PUFFIN (Papageientaucher) wurde 1864/65 durch „Schlesinger Davis & Co.“ in Wallsend  mit 28,3 m (91 ft) Länge, 21 ft Breit und 10 ft Tiefgang gebaut. Die Baukosten betrugen £6.000. 1896 auf Feuerschiff-Station Daunt eingesetzt versank das Schiff während eines Sturms mit der gesamten Mannschaft von 7 Mann. Geborgen durch „Ensor & Sons“ und am Strand von Rushbrooke aufgelegt. 1897 verkauft und verschrottet.
22. ↑  Das Feuerschiff COMET wurde 1904 durch „J. Reid“ in Glasgow aus Eisen mit Stahl-Spanten mit 96 ft Länge, 23 ft Breit und 12.25 ft Tiefgang gebaut. Die Baukosten betrugen £6.740. Auf Feuerschiff-Station Daunt eingesetzt bis Februar 1936, als die Kette brach und das Feuerschiff in stürmischer See abtrieb. Tim Thompsons dramatisches Öl-Gemälde zeigt einen Moment während der 76-stündigen Rettung der Besatzung an Bord des Feuerschiffs Daunt Rock durch den Ballycotton Lifeboat Service bei einem dreitägigen Sturm im Februar 1936. Danach noch bis 1965 im Dienst auf weiteren Stationen. An „Turner & Hickman“ in Glasgow verkauft und umgebaut als schwimmende Radiostation Radio Scotland.
23. ↑  Das Feuerschiff PENGUIN wurde 1909/10 durch „Dublin Dockyard Company“ in Dublin aus Eisen mit Stahl-Spanten mit 100 ft Länge, 24 ft Breit und 12.25 ft Tiefgang, Verdrängung 400 t gebaut. Die Baukosten betrugen £7.230. Anfangs auf Feuerschiff-Station Daunt eingesetzt. Danach bis 1966 auf weiteren irischen Feuerschiff-Stationen eingesetzt. Nach der Decommissionierung verkauft an T.E.McSweeney und in ein Jugend-Seeabenteuer Trainings-Schiff  HALLOWEEN umgewandelt. 1982 erneut verkauft, umgebaut in einen 3-Mast Schooner und umbenannt in ARCTIC PENGUIN. 1995 wurde es zu einem Schifffahrtsmuseum in Inveraray am Loch Fyne. Erneuter Verkauf an Viscount Christopher Wright aus Warmingham, Cheshire, es bis 2015 vollständig in eine Dreimast-Motoryacht umzuwandeln. 2018 Umbenennung in HMY BRITAIN und aufgenommen in das National Register of Historic Vessels (NRHV).

Bilder von Irischen Feuerschiffen
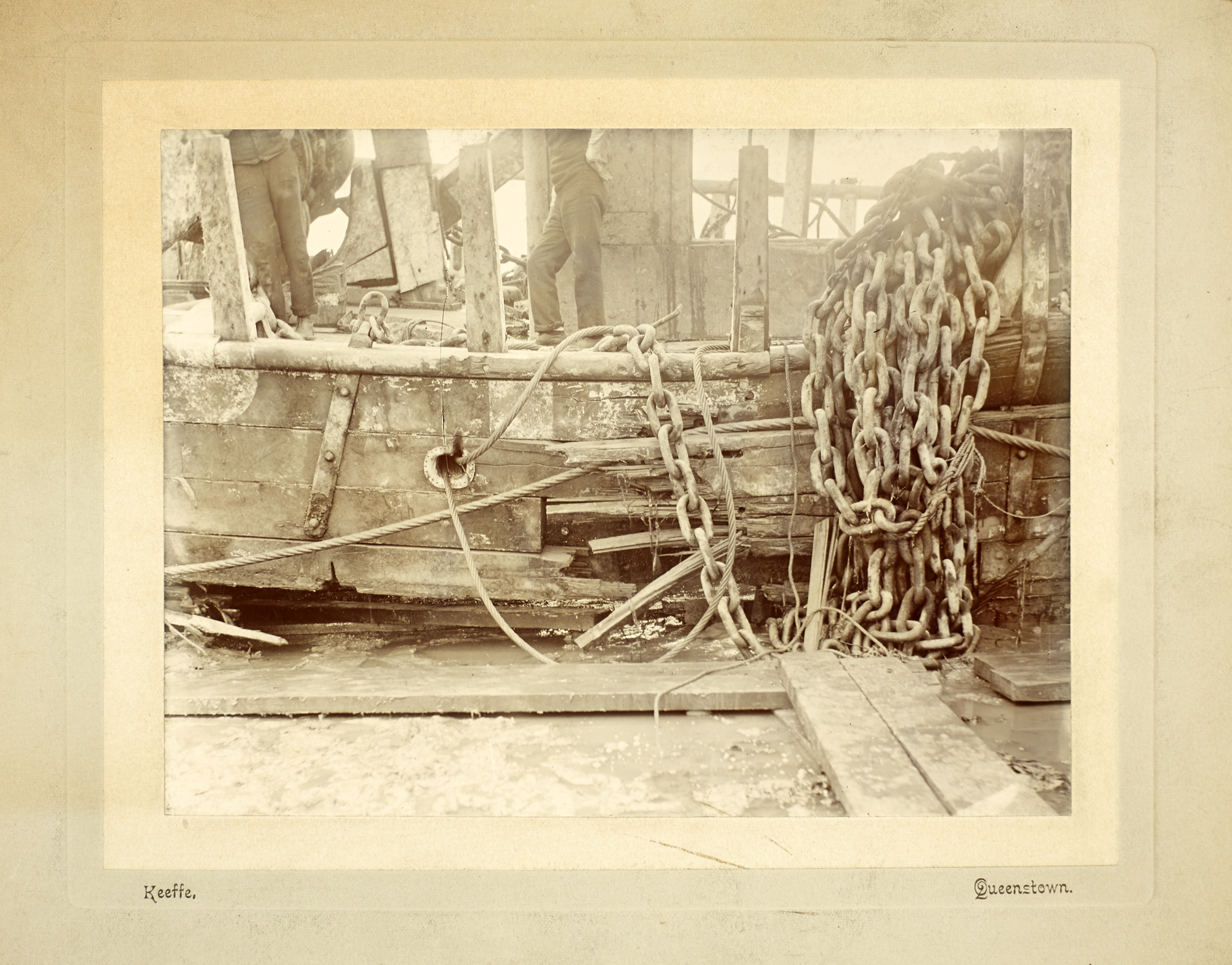
Wrack Lightship PUFFIN, 1897
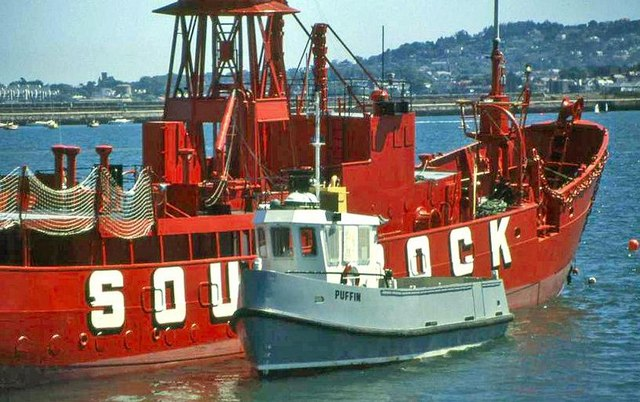
Lightship SOUTH ROCK, Dún Laoghaire 1989
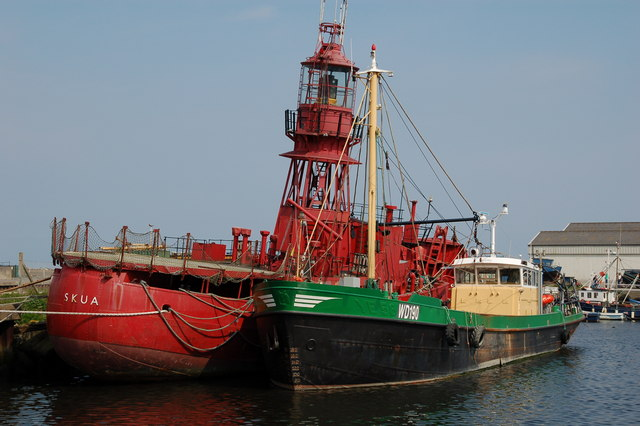
Lightship SKUA, Arklow 2006
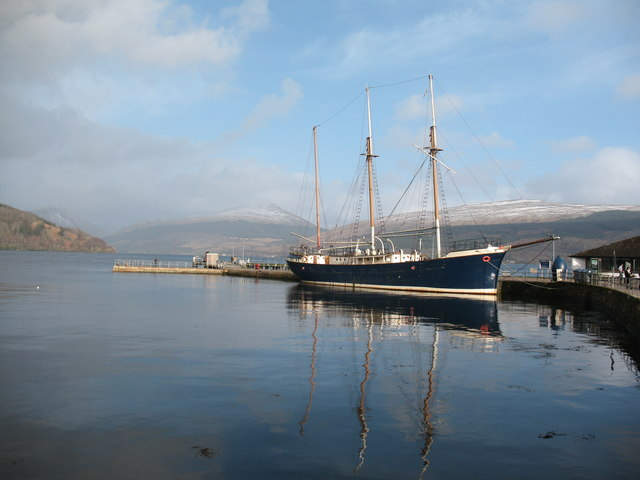
Ex. Lightship PENGUIN, Inveraray, 2008
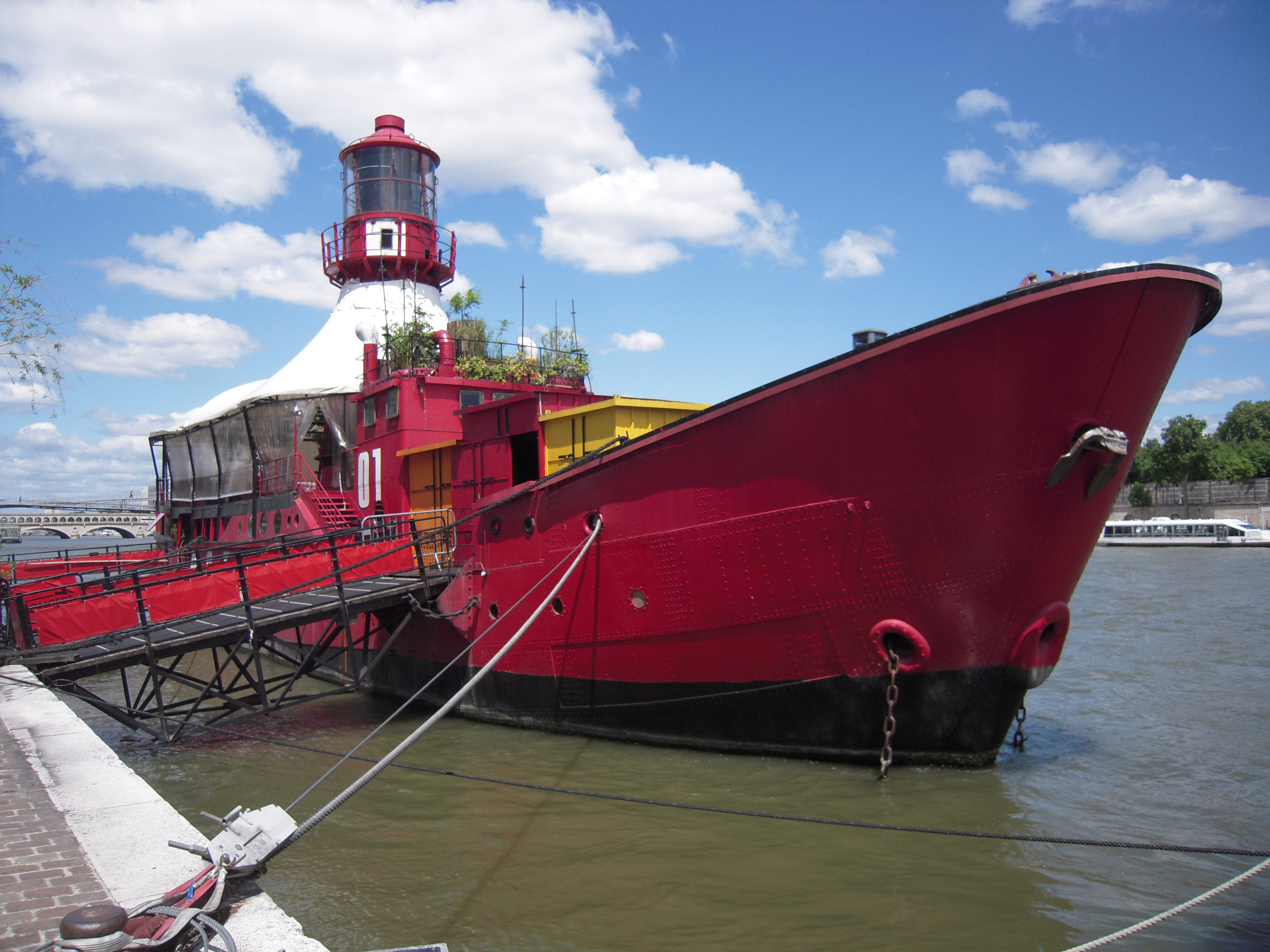
Le Batofar, Paris 2013